# Merouane Zemmama
Merouane Zemmama (ur. 7 października 1983 w Sali) – marokański piłkarz, grający na pozycji pomocnika. Reprezentant kraju na Igrzyskach Olimpijskich w 2004.
Karierę piłkarską rozpoczął w 2002, w klubie Raja Casablanca. Grał tam przez cztery lata. W 2006 przeniósł się do Hibernian. Zadebiutował w barwach tego klubu 12 sierpnia 2006 w zremisowanym 0:0 meczu przeciwko Inverness. Pierwszego gola dla swojej drużyny zdobył w trzecim meczu o Puchar Ligi Szkockiej, w spotkaniu przeciwko Peterhead, wygranym przez Hibs 4:0.
We wrześniu 2008 został wypożyczony do zespołu ze Zjednoczonych Emiratów Arabskich – Al-Szaab SC. 31 stycznia 2011 roku podpisał kontrakt z drugoligowym, angielskim klubem Middlesbrough.